# Carmen Simonis
Carmen Simonis (Den Haag, 27 maart 1994) is een Nederlandse voetbalster, voetbalde in de Eredivisie bij ADO Den Haag en SBV Excelsior Barendrecht vrouwen.

## Clubcarrière
Carmen Simonis maakte in de zomer van 2012 de overstap van RKDEO uit Nootdorp naar ADO Den Haag/Ter Leede waar ze twee seizoenen speelt, in haar eerste seizoen bij Ter Leede wordt ze kampioen in de Topklasse. Hierna keert ze terug naar RKDEO waar ze het seizoen afsluit met een promotie naar de Hoofdklasse. Na één seizoen RKDEO maakt Simonis in 2015 de overstap naar Jong ADO Den Haag waar ze op 20 november 2015 haar debuut maakt in de Eredivisie Vrouwen in de wedstrijd ADO Den Haag tegen SC Telstar VVNH deze wedstrijd wordt gewonnen met 4-3. Na één seizoen in Jong ADO Den Haag waar ze afsluit met een promotie naar de Topklasse, stroomt Simonis door naar de ADO Den Haag vrouwen die uitkomen in de Eredivisie Vrouwen. In de eerste wedstrijd van seizoen 2016-2017 uit tegen SC Telstar maakt Simonis in de 93e minuut haar eerste en winnende goal voor ADO Den Haag in de eredivisie vrouwen 1-2 winst. Na drie seizoenen ADO Den Haag maakt Simonis in 2018 de overstap naar SBV Excelsior Vrouwen, die aan hun tweede seizoen in de Eredivisie Vrouwen gaan beginnen. Op vrijdag 7 september 2018, de start van het nieuwe seizoen eredivisie vrouwen staat Simonis in de basis bij SBV Excelsior tegen haar oude club ADO Den Haag, deze wedstrijd wordt met 2-0 gewonnen en gaat de boeken in als de eerste thuisoverwinning ooit voor de SBV Excelsior vrouwen.
Na de laatste wedstrijd in de competitie van 2018–19 maakt Simonis bekend te stoppen met voetbal op het hoogste niveau. Ze geeft aan met voetbal geen inkomsten te hebben, en voor een maatschappelijke carrière te kiezen.

## Statistieken competitie
| Seizoen   | Club          | Land      | Competitie | Wedstrijden | Doelpunten |
| --------- | ------------- | --------- | ---------- | ----------- | ---------- |
| 2018/2019 | SBV Excelsior | Nederland | Eredivisie | 24          | 2          |
| 2017/2018 | ADO Den Haag  | Nederland | Eredivisie | 15          | 2          |
| 2016/2017 | ADO Den Haag  | Nederland | Eredivisie | 12          | 2          |
| 2015/2016 | ADO Den Haag  | Nederland | Eredivisie | 1           | 0          |
| Totaal    | Totaal        | Totaal    | Totaal     | 52          | 6          |

## Statistieken KNVB Beker
| Seizoen   | Club          | Land      | KNVB Beker | Wedstrijden | Doelpunten |
| --------- | ------------- | --------- | ---------- | ----------- | ---------- |
| 2018/2019 | SBV Excelsior | Nederland | KNVB beker | 2           | 0          |
| 2017/2018 | ADO Den Haag  | Nederland | KNVB beker | 1           | 0          |
| 2016/2017 | ADO Den Haag  | Nederland | KNVB beker | 2           | 0          |
| 2015/2016 | ADO Den Haag  | Nederland | KNVB beker | 0           | 0          |
| Totaal    | Totaal        | Totaal    | Totaal     | 5           | 0          |